# Behrungen
Behrungen is een plaats en voormalige gemeente in de Duitse deelstaat Thüringen, en maakt sinds 1 december 2007 deel uit van de gemeente Grabfeld in het district Schmalkalden-Meiningen.